# Maddenia
Maddenia é um género botânico pertencente à família Rosaceae e a subfamilia Prunoideae.
1. ↑  «Maddenia — World Flora Online». www.worldfloraonline.org. Consultado em 19 de agosto de 2020